# Narcís Germà i Bayer
Narcís Germà i Bayer (Girona, 1775-Badalona, 1858) va ser un religiós català, rector de Cerdanyola del Vallès i de Santa Maria de Badalona.
Nascut a Girona. Després de la Guerra del Francès, era rector a Sant Martí de Cerdanyola; la casa rectoral havia quedat destruïda pels francesos i la parròquia i els parroquians no tenien prou recursos per fer front a les despeses de reconstrucció, pel que Germà va elevar diverses queixes al bisbat al voltant de 1819. Durant aquells anys va haver de viure en una casa del marquès de Cerdanyola. Més tard, va ser rector de la parròquia de Santa Maria de Badalona, durant la seva activitat pastoral en aquesta població, va beneir el nou cementiri el 1834 i va formar de la primera Junta del cementiri, creada el 1845.